# I. Niképhorosz bizánci császár
I. Niképhorosz (ógörögül: Νικηφόρος, latinul: Nicephorus, 765 körül – 811. július 26., uralkodott 802. október 31. – 811. július 26.) a Bizánci Birodalom császára, eredetileg pedig Eiréné logothetésze volt. Pénzügyi szigora és kérlelhetetlen egyházfői viselkedése miatt mind alattvalói, mind az utókor népszerűtlennek tartotta, de mindezzel sokat tett a bizánci állam megerősítéséért.

## Kezdeti nehézségek
A szeleukiai származású Niképhorosz Eiréné alatt lett logothetész, azaz pénzügyekkel foglalkozó miniszter a bizánci udvarban, majd 802-ben az intrikáktól terhes légkörű udvar egy palotaforradalma tette trónra a képrombolásnak gátat vető uralkodónő helyére. Mivel Niképhorosz jóval visszafogottabb képtisztelő politikát képviselt, és egyház feletti hatalmát is érzékeltette, több történetíró (például Theophanész) is elítélően ír róla – ennek ellenére a császár valójában tehetséges uralkodónak bizonyult.
Miután sikerült trónra kerülnie, veszélyes felkeléssel kellett szembenéznie: 803 nyarán az anatóliai hadseregek főparancsnoka, a török származású Bardanész lépett fel bitorlóként, és sok más tiszt (köztük két későbbi császár, II. Mihály és V. Leó) is támogatta. Miután őket nagyrészt a saját oldalára állította, Niképhorosznak nem kellett harcolnia a seregétől megfosztott Bardanésszel, akit egy kolostorba száműzött. Arszaber patricius körökben zajló összeesküvése is hasonló módon járt.

## Kelet és Nyugat
Amikor a császár hatalomra került, épp egy frank követség járt Konstantinápolyban, hogy egyezkedjen Eiréné és Nagy Károly összeházasításáról, hogy így megszűnjön a korabeli világképet gyökerestől felforgató helyzet, miszerint egy helyett két Imperium van a Földön. Eiréné száműzésével a követjárás értelmét vesztette. Niképhorosz pedig mereven elhatárolódott a másik császári cím elismerésétől, de az azt létrehozó és támogató római pápaságtól is. Nagy Károly időközben több bizánci birtokra is rátette kezét (Isztria, Velence).

## A császár és az egyház
Niképhorosz minden későbbi híresztelés ellenére meggyőződéses képtisztelő volt, amit azzal is kifejezett, hogy fia és örököse, Sztaurakiosz a Leszboszra száműzött Eiréné egy rokonát, az athéni Theopanót vette feleségül. Az egyházzal szemben azonban egyértelműen felsőbbrendűen viselkedett, főleg Tarasziosz pátriárka halálát (806) követően. A radikális szerzetesek, az ún. zélóták nagyot csalódtak, amikor vezetőjük helyett ismét egy művelt világi személyt tettek a pátriárkai székbe Niképhorosz személyében. Ő történészként és az ikonkultusz nagy propagátoraként tűnt ki a korábbiakban, illetve állami tisztségeket is viselt.
A pohár akkor telt be a zélóta párt berkeiben, amikor a császár felélesztette a moikheia-vitát. 793-ban ugyanis VI. Konstantin elkergette törvényes asszonyát, Paphlagoniai Máriát, és korábbi szeretőjét, Theodotét vette feleségül. Tette mindezt egyházi jóváhagyás nélkül. Niképhorosz császár az ügy felélesztésétől annak bizonyítását várta, hogy a császári hatalom az egyházi felett állt. Ennek elismerésére a mérsékelt egyháziak (ún. politikusok) és számos világi főméltóság részvételével 809-ben zsinat kezdődött azzal a céllal, hogy elismerje Konstantin magánéletének eseményeit. A hírre a szerzetesek megszakították kapcsolataikat az állammal és az egyházi vezetéssel.

## Közigazgatási és pénzügyi intézkedések
Niképhorosz elsősorban adminisztrátorként állta meg a helyét. Elsődleges feladatának tekintette az elődje felelőtlen adományozásai következtében kiürült kincstár feltöltését, ezért meglehetősen népszerűtlen lett. Visszavonták a fővárosi lakosság adókedvezményeit, a vámengedményeket eltörölték, füstadót fizettettek az egyházi földeken dolgozó ún. paroikoszokkal. A falusi adózás terén bevezették a kollektív felelősség elvét.
Több, nemrég kolostoroknak és templomoknak adományozott földet visszavettek állami kezelésbe. Szigorítottak az adóbehajtás mechanizmusán, és a kamatszedés monopóliumát a kincstárnak tartották fenn. A dúsgazdag hajótulajdonosokkal hitelt vetetett fel 16,66%-os kamatra nagy hitelt vetetett fel.

## Hadügyek

### Reformok
Hogy a sztratióta-hadsereg létszámát növelje, lejjebb szállította a szolgálathoz szükséges vagyoni határt, és kötelezett egyes közösségeket a katonák kiállítására. Ebben az időben kezdődött meg a tengerészek földhöz juttatása Kibüraióton thema területén. Több anatóliai lakost kényszerítettek átköltözésre az elszlávosodott Balkánra, hogy parasztkatonaként szolgáljanak. A kolonizáció elsősorban Trákia és Nyugat-Makedónia vidékeit érintette.

### Az arab határ
Hárún ar-Rasíd kalifa Eiréné alatt rendszeres sarcot kapott Bizánctól, amit Niképhorosz felmondott. Ennek hatására kiújultak az arab támadások Kis-Ázsiában, és 806-ban hatalmas muszlim sereg foglalta el Tüana városát és Anküra térségét. A bizánci uralkodó kénytelen volt ismét évi adót fizetni, amit megalázó, évi három-három aranyat kitevő fejpénz is kiegészített saját és fiai élete fejében. 809-ben a nagy ellenfél halála után a Bagdadi Kalifátusban ismét zűrzavar uralkodott el, így Konstantinápoly mentesült a további adófizetés alól.

### Balkáni háborúk
A 9. század első felében dinamikusan bővülő balkáni thema-rendszer mindvégig érintetlenül hagyta a görög szárazföld belsejét, ahol szlávok éltek. Ezek már korábban is gondot okoztak, amikor VI. Konstantin és Eiréné ellenében támogatták V. Kónsztantinosz két fia, az Athénba száműzött Niképhorosz és Khrisztophorosz trónigényét.
805-ben a Peloponnészosz szlávjai fellázadtak a bizánci fennhatóság ellen, és a környék fosztogatását követően megkezdték Patrasz ostromát. A hosszú harc végül a támadók kudarcával végződött, a foglyokat pedig város megmentőjének hitt Szent András temploma kapta meg rabszolgaként. A patraszi siker azt jelezte, hogy a Peloponnészosz még visszakerülhet a görögök kezébe.
Niképhorosz uralkodása alatt a legsúlyosabb fenyegetést Krum kán bolgár állama jelentette. Miután Nagy Károly legyőzte az avarokat, a pannoniai bolgárok is függetlenedtek, így Bulgária északnyugati határai a Tiszáig terjedtek. Bizánc erős védelmi vonalat épített ki (legfontosabb tagjai Szerdika, Philippopolisz, Hadrianopolisz, és a fekete-tengeri Develtosz voltak). 809-ben Krum lerombolta Szerdikát, mire Niképhorosz válaszul egészen Pliszkáig hatolt, majd hazatérve ismét megépíttette a szerdikai helyőrséget.
A nagy ellentámadás két évnyi készülődést követően 811-ben indult meg. A bizánci sereg elsöprő sikereket aratott, még Pliszkát is elfoglalta. Krum számos békeajánlatát a győzelemittas Niképhorosz nem fogadta el: szeme előtt valószínűleg Bulgária elpusztításának lehetősége lebegett. Azonban a tavasszal indult hadsereget július 26-án egy hegyszorosban bekerítették és lemészárolták. Az uralkodó is elesett, fia súlyos sérülést szenvedett, de el tudott menekülni. A váratlan katasztrófának súlyos következményei voltak a jövőre nézve.
Niképhorosz koponyája később Krum kán ivókupájaként szolgált.